# Двинянин, Алексей Аркадьевич
Алексе́й Арка́дьевич Двиня́нин (род. 5 марта 1967) — российский дипломат. Чрезвычайный и полномочный посланник 1 класса (2020).

## Биография
Окончил Московский государственный институт международных отношений (МГИМО) МИД СССР в 1989 году. Владеет английским и немецким языками. На дипломатической работе с 1989 года.
В 1995—1999 годах — сотрудник Постоянного представительства России при ООН в Нью-Йорке.
В 2002—2005 годах — сотрудник Постоянного представительства России при ОБСЕ в Вене.
В 2006—2009 годах — начальник отдела урегулирования региональных конфликтов Четвёртого департамента стран СНГ МИД России.
В 2009—2018 годах — заместитель директора Четвёртого департамента стран СНГ МИД России.
В 2011—2018 годах — заместитель главы делегации Российской Федерации на Женевских дискуссиях по Закавказью.
С 30 марта 2018 по 17 марта 2022 года — чрезвычайный и полномочный посол Российской Федерации в Абхазии.
С 2022 года — заместитель директора Департамента Ситуационно-кризисный центр МИД России.

## Дипломатический ранг
- Чрезвычайный и полномочный посланник 2 класса (15 августа 2011)[3]
- Чрезвычайный и полномочный посланник 1 класса (2 октября 2020)[4].

## Награды
- Медаль ордена «За заслуги перед Отечеством» II степени (25 января 2008) — за большой вклад в реализацию внешнеполитического курса Российской Федерации, многолетнюю безупречную дипломатическую службу[5].
- Благодарность президента Российской Федерации (6 февраля 2009) — за заслуги в реализации внешнеполитического курса Российской Федерации и многолетнюю безупречную дипломатическую службу[6].